# Haplochromis latifasciatus
Haplochromis latifasciatus is een straalvinnige vissensoort uit de familie van de cichliden (Cichlidae). De wetenschappelijke naam van de soort is voor het eerst geldig gepubliceerd in 1929 door Regan. Het is een van de meest zeldzame cichliden. De soort is endemisch in het Kyogameer in Oeganda.